# Zegar słoneczny w Zakliczynie
Zegar słoneczny w Zakliczynie – podwójny zegar słoneczny umieszczony na frontonie dawnej szkoły parafialnej w Zakliczynie w województwie małopolskim.

## Budynek

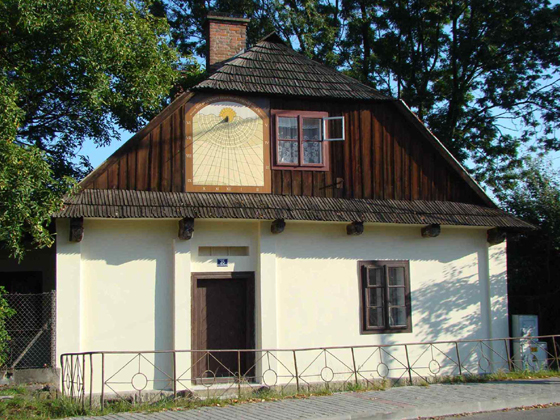
Dawna szkoła parafialna w Zakliczynie przy ul. Mickiewicza 35

Drewniany budynek o konstrukcji przysłupowej z 1817 r., położony przy ul. Mickiewicza 35 jest zabytkiem, figurującym w rejestrze zabytków nieruchomych województwa małopolskiego pod nr. A-361. Pierwotnie mieścił szkołę parafialną i mieszkanie nauczyciela. Po wybudowaniu nowego budynku szkoły przy Rynku pozostał własnością parafii. 
Zakupiony w 1893 r. przez Józefa i Antoninę Mietelskich jest nadal w posiadaniu kolejnego pokolenia tej rodziny. Józef Mietelski był przez ponad 60 lat parafialnym organistą, jego córki Cecylia i Kazimiera (artystka plastyk) były nauczycielkami w tutejszej szkole powszechnej, a syn – notariusz dr Leon Mietelski – miał tu w latach 1941–1951 swoją kancelarię. 
Podczas gruntownego remontu budynku w latach 1972–1973 jego „oświatowa” historia i przypadająca wówczas okrągła, 500. rocznica urodzin Mikołaja Kopernika, skłoniły astronoma dr. Jana Mietelskiego (wnuka Józefa i Antoniny) do dania symbolicznego wyrazu tym kulturalnym reminiscencjom poprzez umieszczenie na południowej fasadzie budynku (zwróconej w stronę ulicy) zegara słonecznego. Projekt uzyskał akceptację ówczesnego wojewódzkiego konserwatora zabytków w Krakowie, dr Hanny Pieńkowskiej.

## Zegar
Jest to rzadko spotykany wertykalny podwójny zegar słoneczny, w którym jeden wspólny element dający cień (polos) obsługuje dwie skale; wyższą – złożoną z koncentrycznych pierścieni miesięcznych poprzecinanych falistymi liniami godzin (i półgodzin) czasu urzędowego (letniego lub zimowego – stąd dwa rzędy liczb opisujących skalę podziałki) oraz niższą – typową skalę zegara słonecznego, wskazującego miejscowy czas prawdziwy. Na tej skali linie godzin i półgodzin są odcinkami prostymi, poprzecinanymi przez dwie rodziny hiperbol, rozdzielone prostą równonocną. Każda z tych przecinających linii jest torem dziennym cienia gałki kulistej (umieszczonej na końcu polosa) w dzień wstępowania Słońca w kolejny spośród dwunastu znaków Zodiaku. 

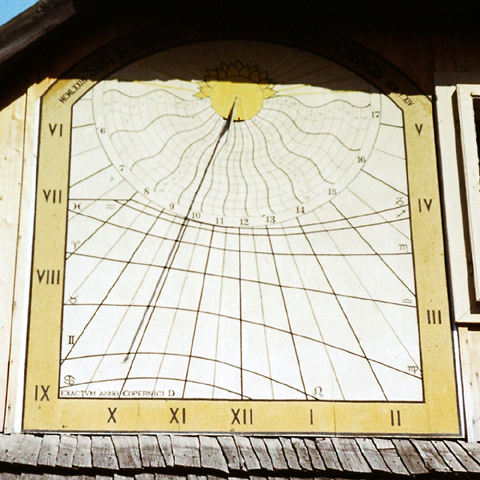
Zegar w pierwszej wersji z 1973 r.

Poprawny odczyt czasu urzędowego polega na ocenie położenia cienia polosa względem odpowiedniej falistej linii godzinnej na górnej skali w miejscu właściwym dla danej daty dziennej (poszczególne półokręgi odpowiadają przełomom miesięcy, od S – wrzesień, O – październik, itd. aż po AUG – sierpień). Przy pewnej wprawie możliwy jest odczyt z dokładnością rzędu 2–3 minut.
Łacińska inskrypcja :...et sint in signa et tempora et dies et annos, widniejąca na górnym łuku ramy zegara jest biblijnym cytatem (drugą połową zdania) z Rdz 1,14 w przekładach Biblii.

## Renowacje

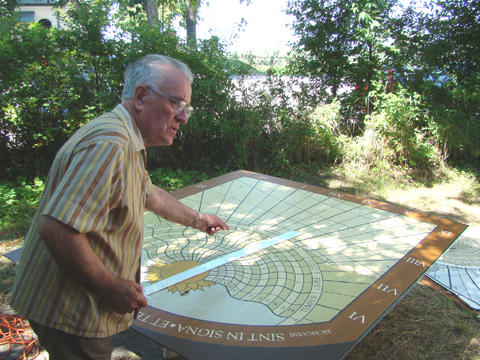
dr Jan Mietelski przy renowacji zegara słonecznego w 2008 r.

Pierwsza tarcza zegara, malowana na drewnie farbami olejnymi i terpentynowymi, wymagała odnowienia już w 1989 r. Po 11 zaledwie latach od odnowienia okazało się, że nowsze farby nie dorównywały jakością dawniejszym. W 2000 r. powstała zatem trzecia wersja zegara z tarczą i skalą z tworzyw sztucznych. Tę wersję „pokonały” (niedocenione w fazie projektu) różnice wartości współczynnika rozszerzalności cieplnej użytych tworzyw i od 2008 r. tarcza zegara wykonana jest techniką fotopolimeryzacji  wydruku komputerowego.